# Bowanenkowo
Die Siedlung Bowanenkowo (russisch Бованенково) ist das logistische Zentrum eines Erdgasfeldes in Russland.

## Geografische Lage
Bowanenkowo liegt im Autonomen Kreis der Jamal-Nenzen im Nordwesten des asiatischen Teils Russlands, im westlichen Zentralteil der Jamal-Halbinsel, etwa 30 km von der Westküste der Halbinsel entfernt. Es liegt am linken Ufer der Sjojacha (Сёяха), eines Zuflusses der Murtyjacha (Муртыяха).

## Wirtschaft
Das nahe Erdgasfeld wird seit 2012 von Gazprom erschlossen. Bis 2017 wurden zwei 1260 km lange Pipelines fertiggestellt, die durch die Baidaratabucht der Karasee bis nach Uchta führen.

## Verkehr
Die Siedlung besitzt einen Bahnhof an Streckenkilometer 525 der Bahnstrecke Obskaja–Karskaja, der nördlichsten betriebenen Eisenbahnstrecke der Welt. Von hier soll in den nächsten Jahren eine Zweigstrecke zum an der Ostküste der Jamal-Halbinsel gelegenen Hafen Sabetta (Сабетта) gebaut werden.
Südöstlich der Siedlung befindet sich der gleichnamige Verkehrsflughafen.